# Allie van Altena
Aalbert (Allie) van Altena (Delft, 10 augustus 1952) is een Nederlandse beeldend kunstenaar, gespecialiseerd in tekenen.

## Leven en werk
Allie van Altena volgde van 1973 tot 1975 een kunstopleiding aan de Academie voor Beeldende Kunsten Sint-Joost in Breda en bezocht van 1976 tot 1979 de Academie van Beeldende Kunsten Rotterdam. Van 1978 tot 1981 maakte hij deel uit als gitarist van de Rotterdamse punkgroep Rondos. Sinds begin jaren tachtig woont en werkt hij in Groningen. Van Altena is als docent verbonden aan de Academie Minerva.
Van Altena heeft in de afgelopen 25 jaar een bijzondere werkmethode ontwikkeld inzake het tekenen. Hij legt zijn tekenbladen, die aan beide zijden betekend zijn, bewust op stapels waardoor het ene werk een spoor van houtskool en pastelkrijt kan nalaten op een ander. Het toeval speelt een belangrijke rol bij het “besmetten” van de tekeningen. De tekeningen zoeken zo ook hun eigen toon en betekenis.
De tekeningen van Allie van Altena hebben zowel een verleden als een toekomst. Een tekening kan af zijn en zich uitstekend lenen voor een presentatie in galerie of museum, maar daarna kan ze weer probleemloos worden opgenomen in het werkproces en door nieuwe omstandigheden rijpen voor een nieuwe toekomst, een ander leven. Solliciteren kunstwerken in traditionele zin naar een eeuwigheid? Van Altena relativeert die denkwijze door ze een bestaande status te ontnemen. Er is geen oorspronkelijke staat. Alles is altijd in verandering. Van Altena noemt deze unieke werkmethode “composterend tekenen”.
Werk van Van Altena bevindt zich in de collecties van onder andere het Stedelijk Museum Amsterdam, het Stedelijk Museum Schiedam, het Groninger Museum, en Museum het Valkhof in Nijmegen. Ook Gasunie, UMCG Groningen, Aegon, ABN-Amro en de Rijksdienst voor het Cultureel Erfgoed hebben zijn werk aangekocht.
Van Altena exposeerde in Nederland, Duitsland, Italië, Polen, België en Engeland.
In 2011 was werk van Van Altena opgenomen in de tentoonstelling “All About Drawing”, 100 Nederlandse kunstenaars, in het Stedelijk Museum Schiedam.